# Титаренко, Инна Николаевна
Инна Николаевна Титаренко (1 октября 1971, Таганрог) — российский философ
, юрист, общественный деятель. Председатель городской думы — глава города Таганрога, доктор философских наук, профессор.

## Биография
Родилась в Таганроге 1 октября 1971 года. В 1988 году окончила таганрогскую среднюю школу № 22 с серебряной медалью.
В 1992 году с отличием окончила философский факультет Московского государственного университета имени М. В. Ломоносова. В 2001 году с отличием окончила юридический факультет Ростовского государственного университета.
В 1995 году защитила кандидатскую, а в 2005 году — докторскую диссертацию по философии.
В 1996 году поступила на службу в УВД Таганрога, где проработала в течение пяти лет.
С 1998 года занимается преподавательской деятельностью, является профессором кафедры истории и философии Таганрогского технологического института ЮФУ.
В ходе первого заседания городской думы Таганрога VI созыва 19 сентября 2014 года была избрана заместителем председателя городской думы. Работая заместителем председателя городской думы, являлась членом постоянной комиссии городской думы по жилищно-коммунальному хозяйству и транспорту. Член фракции «Единая Россия» в городской думе, член Всероссийской политической партии «Единая Россия».
14 октября 2016 года в ходе тайного голосования депутатов городской думы Таганрога Инна Николаевна Титаренко была избрана председателем городской думы — главой Таганрога.